# Stoffel-Fragment
Als Stoffel-Fragment wird in der Biochemie eine veränderte DNA-Polymerase und somit ein DNA-erzeugendes Enzym bezeichnet. Das Stoffel-Fragment basiert auf einer Taq-Polymerase und wird unter anderem in der Polymerasekettenreaktion zur Vervielfältigung von DNA eingesetzt. Der Name des Fragments leitet sich vom Namen der technischen Assistentin Susanne Stoffel ab, die es ab 1985 gemeinsam mit dem Biologen David Gelfand bei Cetus Corporation (heute Roche Molecular Systems) entwickelte.

## Eigenschaften
Das Stoffel-Fragment ist eine durch Proteindesign modifizierte Taq-Polymerase und gehört somit zu den thermostabilen DNA-Polymerasen. Das Stoffel-Fragment ist eine Taq-Polymerase, bei der im Gen die 5'-3' Exonuklease-Funktion deletiert wurde. Beim Stoffel-Fragment fehlen die ersten 289 Aminosäuren. Die Entfernung der in den ersten 289 Aminosäuren enthaltenen Exonukleasefunktion verdoppelt die Thermostabilität. Aufgrund der deutlich niedrigeren Exonukleaseaktivität werden die erzeugten DNA-Stränge länger, weshalb das Stoffel-Fragment gelegentlich in einer Polymerasekettenreaktion zur Synthese längerer DNA-Sequenzen (ab zwei Kilobasen) verwendet wird. Weiterhin wird das Stoffel-Fragment in der qPCR verwendet, wenn eine Hydrolyse der Sonde unerwünscht ist (z. B. LightCycler-Sonden). Meistens wird das Stoffel-Fragment rekombinant in Escherichia coli hergestellt. Durch Insertion von Helix-Hairpin-Helix-Sequenzen kann die Stabilität gegenüber hohen Salzkonzentrationen erhöht werden.